# Argyripnus
Argyripnus là một chi cá vây tia đại dương thuộc họ Sternoptychidae.

## Loài
Hiện có 7 loài được chấp nhận thuộc chi này:
- Argyripnus atlanticus Maul, 1952
- Argyripnus brocki Struhsaker, 1973
- Argyripnus electronus Parin, 1992
- Argyripnus ephippiatus C. H. Gilbert & Cramer, 1897
- Argyripnus hulleyi Quéro, Spitz & Vayne, 2009
- Argyripnus iridescens McCulloch, 1926
- Argyripnus pharos Harold & Lancaster, 2003

Hóa thạch của các loài thuộc chi này cho thấy chúng tách ra từ thế Oligocen muộn, hơn 23 triệu năm trước.